# Esteban Mercado
Esteban Adolfo Mercado Castillo (Soledad, Atlántico; 12 de enero de 2003) es un futbolista colombiano que juega como extremo en el Junior de Barranquilla de la Liga Betplay de Colombia. 

## Trayectoria

### Junior
Inició escalando en las categorías inferiores, se denomina muy goleador y con mucho regate. El 20 de abril el entrenador Juan Cruz Real lo convocó para el duelo de ida de los octavos final frente a Independiente Santa Fe por Copa Colombia, entraría en el minuto 57' por Jhon Pajoy y demostraría mucho talento.

## Estadísticas
| Club              | Temporada     | Div.          | Liga  | Liga  | Liga  | Copa  | Copa  | Copa   | internacional | internacional | internacional | Total | Total | Total  |
| Club              | Temporada     | Div.          | Part. | Goles | Asist | Part. | Goles | Asist. | Part.         | Goles         | Asist.        | Part. | Goles | Asist. |
| ----------------- | ------------- | ------------- | ----- | ----- | ----- | ----- | ----- | ------ | ------------- | ------------- | ------------- | ----- | ----- | ------ |
| Junior · Colombia | 2022          | 1.ª           | 2     | 0     | 0     | 1     | 0     | 0      | -             | -             | -             | 3     | 0     | 0      |
| Junior · Colombia | Total club    | Total club    | 2     | 0     | 0     | 1     | 0     | 0      | 0             | 0             | 0             | 3     | 0     | 0      |
| Total carrera     | Total carrera | Total carrera | 2     | 0     | 0     | 1     | 0     | 0      | 0             | 0             | 0             | 3     | 0     | 0      |

- Datos: Q111822963